# آنتون مالاتینسکی
آنتون مالاتینسکی (چکی: Anton Malatinský؛ ۱۵ ژانویهٔ ۱۹۲۰ – ۱ دسامبر ۱۹۹۲) یک بازیکن فوتبال، و مربی فوتبال اهل چکسلواکی بود.

## باشگاهی
از باشگاه‌هایی که در آن بازی کرده‌است می‌توان به باشگاه فوتبال اسلوان براتیسلاوا اشاره کرد

### تیم ملی
وی سابقه ۶ بازی در تیم ملی فوتبال اسلواکی و ۱۰ بازی در تیم ملی فوتبال چکسلواکی را دارد.